# Hans Merkel (Jurist, 1934)
Hans Merkel (* 20. April 1934 in Nürnberg; † 3. Dezember 2020 in Bonn) war ein deutscher Jurist und Politiker (CSU).

## Leben
Merkel wuchs in Gauting auf und studierte Rechtswissenschaften. Er wurde 1961 bei Friedrich August von der Heydte an der Julius-Maximilians-Universität Würzburg mit einer Arbeit über den Österreichischen Staatsvertrag zum Doktor der Rechte promoviert. Darin vertrat er die These, dass der Anschluss Österreichs an Nazi-Deutschland 1938 völkerrechtskonform gewesen sei.
Merkel gehörte zwar zu den Weißen Jahrgängen, leistete aber freiwillig Wehrdienst bei den Gebirgsjägern der Bundeswehr. Nach dem Assessorexamen 1960 war er u. a. Referent im Bundesministerium der Verteidigung und bei der CSU-Landesgruppe im Deutschen Bundestag. Von 1979 bis 1983 war er Leiter des Büros von Bundestagspräsident Richard Stücklen und führte dann bis 1998 die Abteilung für internationale parlamentarische Beziehungen des Deutschen Bundestages im Rang eines Ministerialdirigenten. Nach der Deutschen Wiedervereinigung war er erster Direktor des Sächsischen Landtags.
Merkel, selbst Mitglied der CSU, leitete bis 1997 den Freundeskreis der CSU in der deutschen Bundeshauptstadt. Später war er Vorstandsmitglied des Putzbrunner CSU-Ortsverbandes.
Merkel war seit dem Wintersemester 1953/54 Mitglied der Münchener Burschenschaft Rhenania und Initiator der „Initiative Akademische Freiheit“. Außerdem war er Vorstandsmitglied der bayerischen Zweigstelle des Vereins für Deutsche Kulturbeziehungen im Ausland e. V. (VDA).

## Politische Positionen

### Deutschland und Österreich
1978 verfasste er ein Deutschlandpolitisches Grundsatzpapier, das in Übereinstimmung mit der aktuellen Rechtsprechung des Bundesverfassungsgerichtes am Fortbestand des Deutschen Reiches sowie an der Wiedervereinigung festhielt und von Franz Josef Strauß und der CSU als Grundlage der Deutschlandpolitik angenommen wurde.
1991 bezeichnete er in einer Glückwunschadresse zum 40. Jahrgang des später von verschiedenen Sozial- und Politikwissenschaftlern als rechtsextrem eingestuften österreichischen Magazins Die Aula die „eigenständige österreichischen Nation“ als „Lebenslüge der zweiten österreichischen Republik“ und bescheinigte deren Autoren, „daß sie Deutsche sind wie wir Bundesrepublikaner auch“.
2002 erklärte er bei einem Burschenschaftskommers in Wien, dass sein „Deutschlandbegriff“ das „Bismarckreich und Deutschösterreich“ umfasse.
Im Mai 2011 hielt er eine Rede an der Langemarck-Gedenkstätte der Deutschen Burschenschaft, in welcher er Österreich als einen von „zwei Teilen Deutschlands“ bezeichnete und das Anschlussverbot „anachronistisch“ nannte.

### Burschenschaft
Merkel war ein Mitglied des Rechtsausschusses der Deutschen Burschenschaft im Jahr 2010, der ein umstrittenes Gutachten anfertigte, in welchem Kriterien für die Aufnahme in eine Burschenschaft festgelegt wurden. Aufgrund dieses Gutachtens hätten in Zukunft Personen, die einer Burschenschaft beitreten wollen, im Zweifel ihre „Eignung als Burschenschafter“ vor dem Rechtsausschuss der Deutschen Burschenschaft beweisen müssen. Dies beträfe vor allem Beitrittskandidaten mit außereuropäischem Migrationshintergrund, denn „Personen mit mehrheitlich außereuropäischen Vorfahren sind unter Hinweis auf die Abstammungsgemeinschaft eines Volkes dementsprechend keine Angehörigen des deutschen Volkes“.
Nach heftigen Protesten zog der Rechtsausschuss der Deutschen Burschenschaft in anderer Besetzung diese neuen Regeln zurück. Dies war zudem Mitauslöser eines Streits zwischen liberalen und rechtskonservativen Verbindungen, infolge dessen sich 27 Verbindungen von der DB abspalteten und die Allgemeine Deutsche Burschenschaft gründeten. Merkels Burschenschaft ist Gründungsmitglied der ADB.

## Privates
Merkel lebte zuletzt in Putzbrunn, war verwitwet und hatte drei Töchter.

## Auszeichnungen
- 1979: Verdienstkreuz am Bande des Verdienstordens der Bundesrepublik Deutschland
- 1987: Verdienstkreuz 1. Klasse des Verdienstordens der Bundesrepublik Deutschland[13]